# Navès (Tarn)
Navès – miejscowość i gmina we Francji, w regionie Oksytania, w departamencie Tarn.
Według danych na rok 1990 gminę zamieszkiwało 620 osób, a gęstość zaludnienia wynosiła 64 osób/km² (wśród 3020 gmin regionu Midi-Pireneje Navès plasuje się na 508. miejscu pod względem liczby ludności, natomiast pod względem powierzchni na miejscu 1113.).